# Mutilation Mix
Mutilation Mix — сборник лучших хитов группы Insane Clown Posse, вышедший в 1997 году.

## Об альбоме
Mutilation Mix состоит из отрывков песен, выпущенных на первых трёх альбомах группы, а также из отрывков редких песен или менее известных композиций. Песни, вошедшие в этот сборник, были выбраны самой группой.

## Список композиций
1. Request #1 (Nate the Mack)
2. Cemetery Girl
3. Hey Vato
4. Wagon Wagon
5. Request #2 (Esham)
6. Psychopathic
7. Southwest Strangla (2 Dope solo)
8. Never Had It Made
9. Chicken Huntin' (Slaughter House Mix)
10. I Stuck Her With My Wang
11. The Loons
12. Red Neck Hoe
13. Request #3 (Charm Farm)
14. I’m Coming Home
15. Superballs
16. The Stalker
17. Wizard of The Hood
18. Skitsofrantic
19. 3 Rings
20. Request #4 (Harm’s Way)
21. Murder Go Round
22. Request #5 (Daddy X of the Kottonmouth Kings)
23. Southwest Song
24. Fuck Off!
25. Dead Body Man
26. Cotton Candy
27. 17 Dead
28. Request #6 [(2 dog)]
29. The Neden Game (Different Lyrics To 'The Great Milenko' Version)
30. House of Wonders + Mike Clark Bitchin'